# Вільям Рендольф Герст
Вільям Рендольф Герст-старший (англ. William Randolph Hearst Sr., [hɜrst]; 29 квітня 1863 — 14 серпня 1951) — американський бізнесмен, політик і видавець газет, який побудував найбільшу у країні медійну компанію Hearst Communications, яка використовувала епатажні методи жовтої журналістики.
Герст увійшов у видавничий бізнес в 1887 році, після того як отримав контроль над газетою свого батька San Francisco Examiner. Згодом, переїхавши до Нью-Йорку, він придбав газету New York Journal, яка вела важку «газетну війну» з газетою Джозефа Пулітцера The New York World. Купивши з часом більше газет, Герст створив медіамережу, яка налічувала майже тридцять газет у найбільших американських містах на своєму піку. Пізніше він розширив бізнес і журналами, створивши одну з найбільших медіакомпаній у світі.
Він був двічі обраний від Демократичної партії до Палати представників, крім цього невдало балотувався на президента Сполучених Штатів у 1904 році, мера Нью-Йорка в 1905 і 1909 роках та губернатора штату Нью-Йорк в 1906 році. Політично він підтримував ліве крило прогресивного руху, виступаючи від імені робітничого класу. Він контролював редакційну позицію та висвітлення політичних новин у всіх своїх газетах і журналах і тим самим транслював свою особисту точку зору. Він висвітлював іспанська звірства на Кубі і закликав до війни у 1898 році проти Іспанії. Після 1918 року, він закликав до ізоляціоністської зовнішньої політики, щоб уникнути будь-якої заплутаності в тому, що він розглядав як корумповані європейські справи. Він був войовничим націоналістом, запеклим антикомуністом, і дуже підозріло ставився до Ліги Націй, зокрема Британії, Франції, Японії, і Росії. Він був чільним прихильником Франкліна Рузвельта в 1932—1934 роках, але потім змінив позицію і став його найвідомішим противником.
На піку розквіту імперії Герста в середині 1930-х років тираж сягав 20 млн читачів в день, але він був поганим менеджером, через що опинився глибоко в боргах і більшість його активів було ліквідовано наприкінці 1930-х років. Він зумів зберегти лише свої газети і журнали.
Історія його життя стала головним джерелом натхнення для образу персонажа Чарльза Фостера Кейна, головного героя фільму Орсона Веллса «Громадянин Кейн». Його знаменитий маєток, замок Герста, на пагорбі з видом на Тихий океан в районі Сан-Сімеона, Каліфорнія, нині є Національною історичною пам'яткою.

## Походження та ранні роки
Вільям Р. Герст народився в Сан-Франциско в родині Джорджа Герста, мільйонера, який очолював найбільшу в США приватну гірничодобувну компанію Hearst, Haggin, Tevis and Co., а також був сенатором США (1886-91). Дружина Джорджа — Фібі Герст, меценат і феміністка
Його прадід по батьківській лінії, Джон Герст, ольстерський протестант. Він емігрував в Америку з ірландського містечка Баллібей з дружиною і шістьма дітьми в 1766 році та оселився в Південній Кароліні. Їх імміграція в Південну Кароліну була частково зумовлена колоніальною політикою уряду, який заохочував імміграцію ірландців-протестантів. Імена «Джон Гірс» (John Hearse) і «Джон Гірс-молодший» з'явилися в документах 26 жовтня 1766 року про надання 400 і 100 акрів (1,62 і 0,40 км²) землі у Лонг Кейнз (нині — округ Аббвілл), виходячи з 100 акрів (0,40 км²) для голів домогосподарств і 50 акрів (20 га) на кожного утриманця протестантських іммігрантів.
Мати Вільяма Герста, уроджена Фібі Елізабет Апперсон, також ірландського походження, її сім'я приїхала з Голвея. Вона була першою жінкою-регентом Каліфорнійського університету Берклі, фінансувала багато антропологічних експедицій і заснувала Музей антропології Фібі А. Герст.
Сам Вільям Герст після підготування в школі Святого Павла в Конкорді, Нью-Гемпшир, вступив у Гарвардський коледж у 1885 році. Коли він був членом Дельта Каппа Епсилон (Гарвардський клуб), його було виключено за різномантітні витівки, починаючи від спонсорування масових пивних вечірок на Гарвардській площі до використання пудингових горщиків як нічних із зображенням його професорів (їхні зображення було відображено в мисці).

## Видавничий бізнес

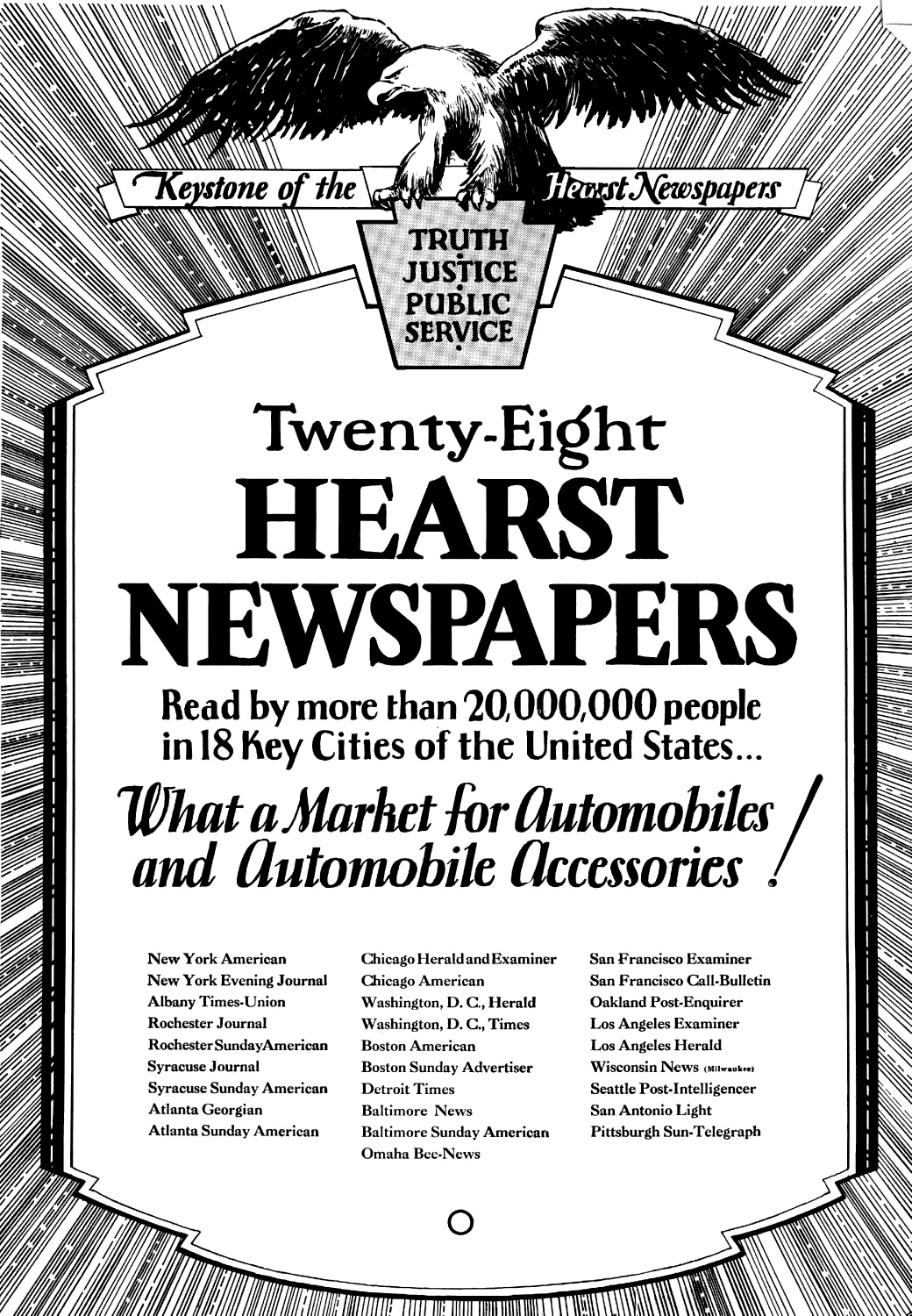
Рекламне оголошення та список 28 газет Герста, із зазначенням кількості читачів (20 млн.) і кількості залучених міст (18)

Шукаючи заняття, в 1887 році він узяв на себе управління газетою San Francisco Examiner, яку його батько отримав у 1880 році в ролі погашення карткового боргу. Давши газеті грандіозний девіз, «монарх газет» (Monarch of the Dailies), він придбав найкраще обладнання і найталановитіших письменників того часу, зокрема Емброуза Бірса, Марка Твена, Джека Лондона, і політичного карикатуриста Гомера Девенпорта. Самопроголошений популіст Герст продовжував публікувати історії про корупцію в муніципальному і фінансовому секторах, часто нападаючи на компанії, в яких цікавилася його власна родина. Протягом декількох років його газета домінувала на ринку Сан-Франциско.

## New York Morning Journal
На початку своєї кар'єри в San Francisco Examiner, Герст передбачав запуск великого газетного холдингу, і «завжди знав, що його мрія про всеохопну мультигазетну імперію неможлива без тріумфу в Нью-Йорку». У 1895 році за фінансової підтримки своєї матері він купив безуспішний New York Morning Journal. Герст найняв письменників, таких як Стівен Крейн та Джуліан Готорн, і вступив у війну з Джозефом Пулітцером, власником і видавцем з New York World, з якого він «вкрав» Річарда Аутколта, винахідника кольорових коміксів, а також весь недільний персонал Пулітцера.. Іншим видатним публіцистом Герста став Джеймс Дж. Монтегю, який перейшов із Portland Oregonian і почав свою відому колонку «Більше правди в поезії» у New York Evening Journal Герста..
Коли Герст купив «penny paper», так звану через те, що її копії продавалися всього за 1 пенні за штуку, журнал конкурував із 16 іншими великими щоденними газетами в Нью-Йорку, приділяючи особливу увагу політиці Демократичної партії. Герст перевів своїх кращих менеджерів із San Francisco Examiner і «швидко зарекомендував себе як найпривабливіший роботодавець» серед газет у Нью-Йорку. Він був великодушний, платив більше, ніж його конкуренти, віддавав належне своїм письменникам і був незмінно ввічливим, невибагливим, «бездоганно спокійним» і поблажливим до «примадонн, ексцентриків, богеми, п'яниць чи засуджених», оскільки в них були корисні таланти ".
Активістський підхід Герста до журналістики можна підсумувати девізом «Коли інші говорять, Journal діє» (While others Talk, the Journal Acts).

### Жовта журналістика і суперництво з New York World

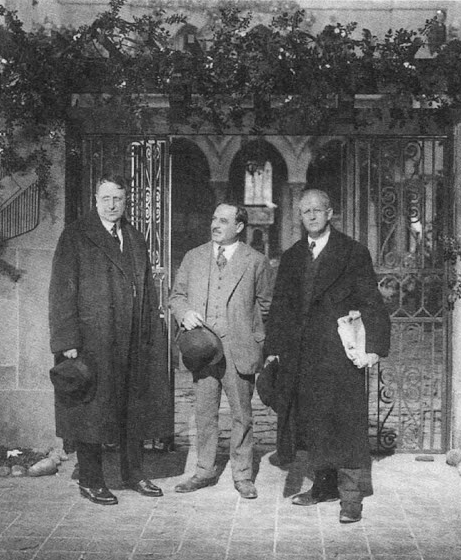
Зліва направо: Герст, Роберт Віньйола і Артур Брісбен у Нью-Йорку, під час знімання фільму Світ і його дружина (1920)

New York Journal і його головний суперник, New York World, освоїли стиль популярної журналістики, який почали висміювати як «жовта журналістика», після створення Аутколтом першого в світі комікса під назвою «Жовтий малюк». New York World Пулітцера зрушив межі масового звернення до газет за допомогою сміливих заголовків, агресивного збору новин, щедрого використання карикатур та ілюстрацій, популістської політики, прогресивних кампаній, бурхливого суспільного настрою і драматичних злочинів, а також розповідей про людські інтереси. Журнал Герста використовував той же рецепт успіху, змусивши Пулітцера знизити ціну з двох центів до одного. Незабаром ці дві газети замкнулися в запеклій конкуренції за читачів, в якій обидві сторони витрачали великі суми грошей і отримувати величезні прибутки від тиражів.
Протягом декількох місяців після купівлі New York Journal Герст найняв трьох головних редакторів із команди Пулітцера: недільного редактора Моррілла Годдарді, який значно розширив обсяг і привабливість американської недільної газети, Соломона Карвалью, і молодого Артура Брісбейна, який став керуючим редактором газетної імперії Герста і легендарним оглядачем. Всупереч загальноприйнятим припущенням, їх не спокусили вищою зарплатою — радше кожен із них утомився від темпераментного владолюбного Пулітцера із параноїдальною, відразливою політикою офісу, яку він заохочував.
У той час багато критиків Герста приписують неймовірний успіх Журналу дешевій сенсаційності. Як зауважив Кеннет Вайт у статті «Некоронований король: Сенсаційний підйом Вільяма Рендольфа Герста»: «Замість того, щоб піти на дно, він [Герст] повів журнал вгору». Хоча жовта журналістика була наклепом, «всі гарні жовті журналісти … шукали людину в кожній історії та редагувалися без страху емоцій або драми. Вони носили свої почуття на своїх сторінках, вважаючи, що це чесний і корисний спосіб спілкування з читачами». Але, як зауважив Вайт, «це звернення до почуттів не самоціль … наші емоції, як правило, запалюють наші уми: історія вірогідніше живить почуття читачів, ніж сухий трактат, що стимулює думки».
Нарешті обидві газети оголосили перемир'я наприкінці 1898 року, після того як обидві втратили величезні суми грошей, покриваючи іспано-американську війну. У перші три роки Герст, ймовірно, втратив кілька мільйонів доларів у ролі видавця журналу (фактичні цифри неможливо перевірити). Але газета стала отримувати прибуток після того, як вона закінчила боротьбу із New York World.
Під Герстом Journal залишався вірним популістському або лівому крилу Демократичної партії та був єдиним великим виданням на Сході, яке підтримало Вільяма Дженнінгса Браяна на виборах президента США в 1896 році. Висвітлення цих історичних виборів були, мабуть, найповнішими серед усіх газет у країні, невпинно наступаючи на безпрецедентну роль грошей у республіканській кампанії і панівну роль політичного і фінансового менеджера Вільяма Маккінлі, Марка Ханни, першого національного партійного «боса» в американській історії. Тільки через рік після керування газетою Герст зміг похвалитися тим, що продажі післявиборчого випуску Журналу (разом із вечірніми та німецькомовними виданнями) перевищили 1,5 мільйона, — рекордом, що «не має аналогів у світовій історії».
Однак політичне охоплення Журналу не було цілковито однобічним. Спочатку він підтримав Російську революцію 1917 року, але пізніше відвернувся від неї. Герст наполегливо боровся проти вільсонівського інтернаціоналізму, Ліги Націй і міжнародного суду, тим самим апелюючи до ізоляціоністської аудиторії.

## Іспано-американська війна
Щоденний оборот «Morning Journal» зазвичай піднімався вище позначки в 1 мільйон після потоплення панцерного крейсера Мена і вступу США в іспансько-американську війну, яку деякі називали «Війною Журналу» через величезний вплив газети у провокуванні американського обурення проти  Іспанії. Велика частина висвітлення, що призводило до війни, починаючи з початку кубинської революції в 1895 році, була зіпсована чутками, пропагандою і сенсацією, а «жовті» газети вважалися найгіршими правокаторами. Справді, Journal та інші нью-йоркські газети були настільки односторонніми і повними помилок у своїх повідомленнях, що висвітлення кубинської кризи і подальшої іспансько-американської війни часто згадується як одна з найважливіших віх у розвитку жовтої журналістики. Величезні заголовки в Журналі покладали відповідальність за потоплення Мену на саботаж, оснований на відсутності фактичних доказів, і викликали обурення проти Іспанії серед читачів газети в Нью-Йорку.
Тим не менш, хрестовий похід Журналу проти іспанського панування на Кубі був обумовлений не просто шовінізмом. Журналістська активність Журналу на підтримку кубинських повстанців радше була зосереджена на політичних і ділових амбіціях Герста. Можливо, найвідомішим міфом в американській журналістиці є твердження, без будь-яких доказів, що знаменитий ілюстратор Фредерік Ремінгтон, посланий Герстом на Кубу для висвітлення кубинської війни за незалежність, телеграфував Герсту, щоб сказати йому, що на Кубі все спокійно. Імовірно Герст відповів: «Будь ласка, залишся. Ти влаштовуєш фотографії, а я влаштовую війну».
Герст був особисто присвячений справі кубинських повстанців, і журнал розмістив деякі з найважливіших і мужніх повідомлень про конфлікт, а також деякі з найсенсаційніших. Фактично, їх розповіді про кубинський заколот і злодіяння Іспанії на острові, багато з яких виявилися неправдивими, були викликані головним чином обуренням щодо жорстокої політики Іспанії на острові, яка призвела до загибелі сотень тисяч невинних кубинців; найвідоміша історія полягала в тюремному ув'язненні та звільненні Евангеліни Сіснерос.
Коли Герст і жовта преса не викликали прямої війни Америки з Іспанією, вони розпалювали громадську думку в Нью-Йорку до лихоманки. Однак еліти Нью-Йорка читали інші газети, такі як «Times» і «Sun», які були стриманішими. The Journal і the World були місцевими газетами, орієнтованими на дуже велику аудиторію робочого класу в Нью-Йорку. Вони не увійшли в десятку джерел новин у газетах в інших містах, і їх історії просто не вилилися за межі Нью-Йорка. Обурення по всій країні відбувалося зі свідчень того, що Іспанія робила на Кубі, що чинило серйозний вплив на рішення Конгресу оголосити війну. Тобто війну було оголошено Конгресом, тому що громадська думка була проти кровопролиття, і тому що такі лідери, як Маккінлі, зрозуміли, що Іспанія втратила контроль над Кубою. Ці фактори важили більше для президента, ніж мелодрами в New York Journal.
Герст відплив на Кубу з невеликою армією журнальних репортерів, щоб особисто висвітлити іспансько-американську війну, привізши з собою портативне друкарське обладнання, яке використовувалося для друку однієї  газети на Кубі після закінчення бойових дій. Двох кореспондентів Журналу, Джеймса Крілмана і Едварда Маршалла, поранили в бою. Лідер кубинських повстанців генерал Каліксто Гарсія дав Герсту кубинський прапор, який був пронизаний кулями, як подарунок на знак визнання головної ролі Герста у звільненні Куби.

## Розширення
Частково, щоб сприяти власним політичним амбіціям, Він відкрив газети в деяких інших містах, зокрема в Чикаго, Лос-Анджелесі й Бостоні. До середини 1920-х років у нього була загальнонаціональна компанія з 28 газет, серед яких Los Angeles Examiner, Boston American, Atlanta Georgian, Chicago Examiner, Detroit Times, Seattle Post-Intelligencer, Washington Times-Herald, Washington Herald і його флагман San Francisco Examiner.
Герст також урізноманітнив свої публікації у книговиданні і журналах; деякі з них все ще перебувають в обігу, зокрема такі періодичні видання, як Cosmopolitan, Good Housekeeping, Town and Country, і Harper's Bazaar.

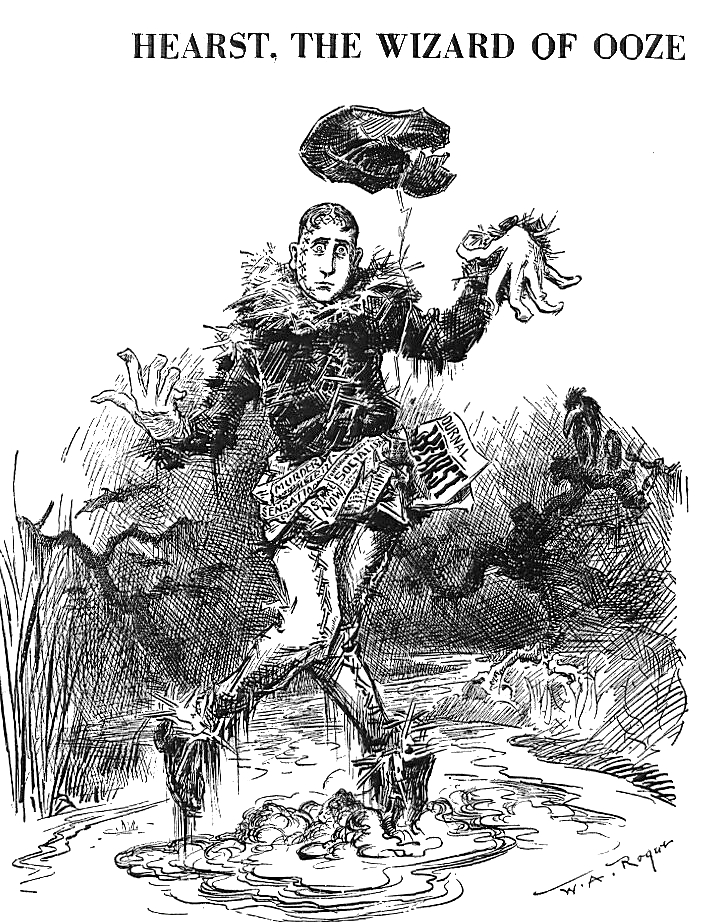
Карикатурист Роджерс в 1906 році зображає Герста, як Страшила з країни Оз, що застряг у власному бруді Harper's Weekly.

У 1924 році він відкрив New York Daily Mirror, колоритний таблоїд, що відверто наслідував New York Daily News. Серед його інших холдингів були дві служби новин: Universal News та International News Service, або INS, останню з яких він заснував у 1909 році. Він також володів радіостанцією WINS у Нью-Йорку, King Features Syndicate, як і раніше володів авторськими правами на низку популярних персонажів коміксів, кінокомпанією Cosmopolitan Productions, великою нерухомістю в Нью-Йорку і тисячами акрів землі в Каліфорнії та Мексиці, а також бізнесом лісу і видобутку корисних копалин, що були успадковані від його батька..
Герст підтримував своїх письменників і карикатуристів, попри відсутність явного попиту на них від своїх читачів. Критик преси А. Дж. Ліблінг зазначав, що багато зірок Герста не було б визнано придатними в інших місцях. Один із фаворитів Герста,  Джордж Герріман, був винахідником коміксу Krazy Kat, не особливо популярного ні серед читачів, ні серед редакторів під час його первісної публікації, проте зараз багато-хто вважає його класичним; його випуск став можливим лише завдяки довірі Герста.
У 1929 році він став одним зі спонсорів першої навколосвітньої подорожі на дирижаблі, на LZ 127 «Граф Цепелін» із Німеччини. Його спонсорство було зумовлено поїздкою, розпочатою на Військово-повітряній станції Лейкгерст, Нью-Джерсі, тому капітан корабля, доктор Уго Еккер, спочатку вилетів із Німеччини через Атлантику, щоб забрати фотографа Герста і принаймні трьох кореспондентів Герста. Одна з них, Грейс Маргарита Гей Драммонд-Гей, пролетівши цим рейсом, стала першою жінкою, що подорожувала по повітрю.
Медіаімперія Герста досягла піку виручки близько 1928 року, але економічний крах Великої депресії у Сполучених Штатах і велике надмірне розширення його імперії коштували йому контролю над його володіннями. Коли настав колапс, всі активи Герста сильно постраждали. Отримавши відмову продати чергову партію облігацій нічого не підозрюючим інвесторам, квола імперія Герста захиталася. Не маючи можливості обслуговувати свої існуючі борги, Hearst Corporation зіткнулася з реорганізацією, санкціонованою судом у 1937 році. З цього моменту Герста понизили до простого співробітника, що підкоряється директивам зовнішнього менеджера. Газети та інші об'єкти було ліквідовано, кінокомпанія закрилася; було навіть проведено продаж предметів мистецтва й антикваріату. Попри те, що Друга світова війна відновила доходи від тиражів і реклами, його великі дні були вже позаду. Однак Hearst Corporation донині є великим приватним медіаконгломератом, що базується в Нью-Йорку.

### Висвітлення Голодомору
На початку 1935 року на шпальтах відомого у ті часи видання Chicago American було опубліковано великі статті журналіста Гарета Джонса з його ексклюзивними фотографіями про винищення українців голодом, які він зробив під час подорожі Україною у 1933 році. Матеріали також з'явилися і в Chicago Herald and Examiner. Їх опублікував репортер Томас Волкер. Всі ці видання належали Герсту. Появі цих публікацій можна завдячувати «анти-червоній» кампанії медіа-магната.

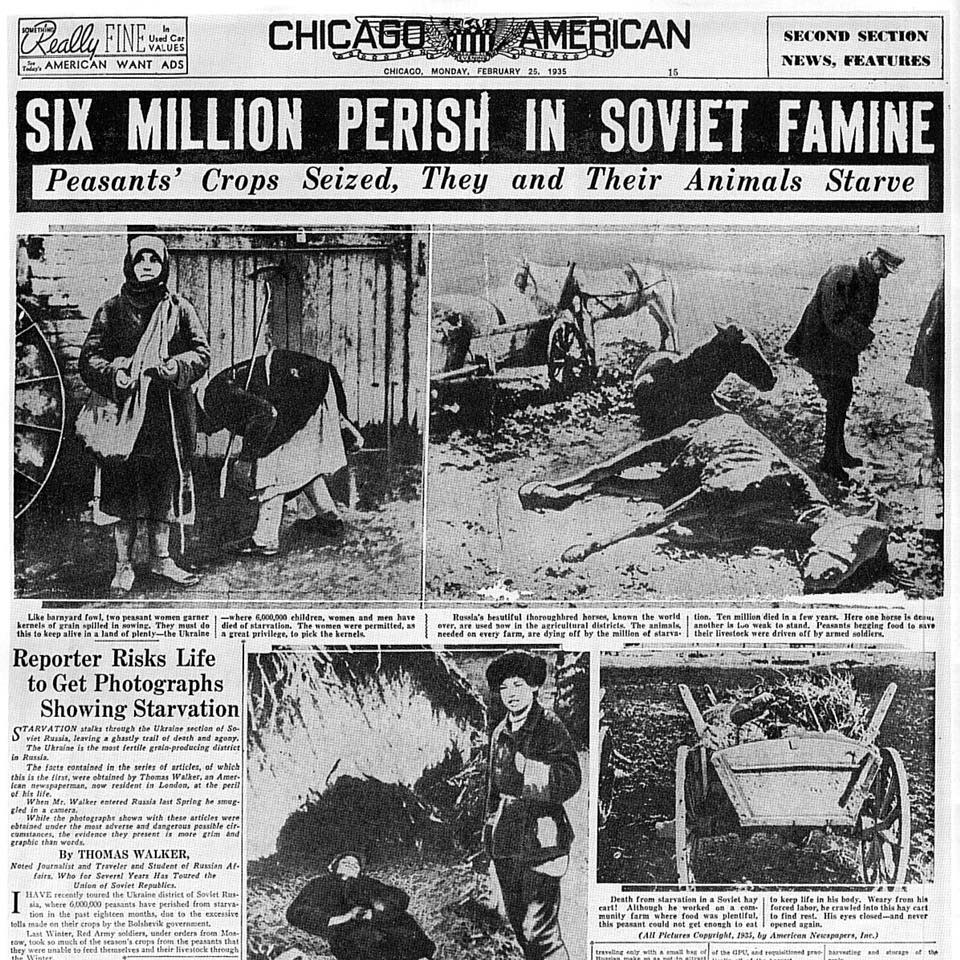
Стаття про Голодомор у Chicago American від 25.02.1935
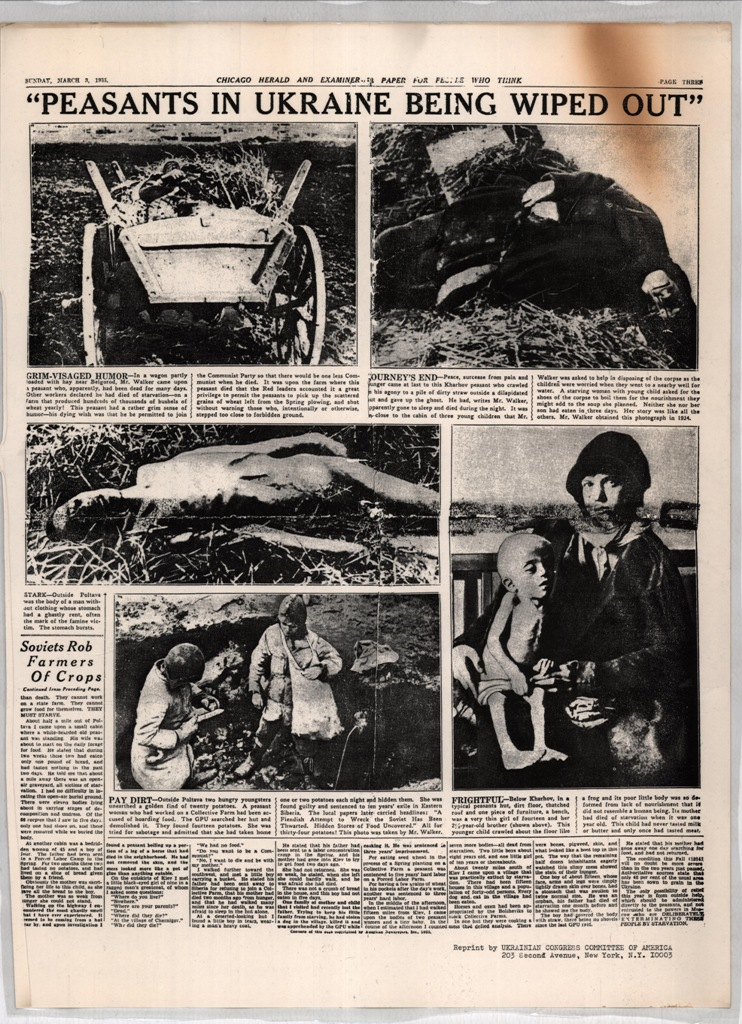
Стаття про Голодомор у Chicago Herald and Examiner від 3.03.1935
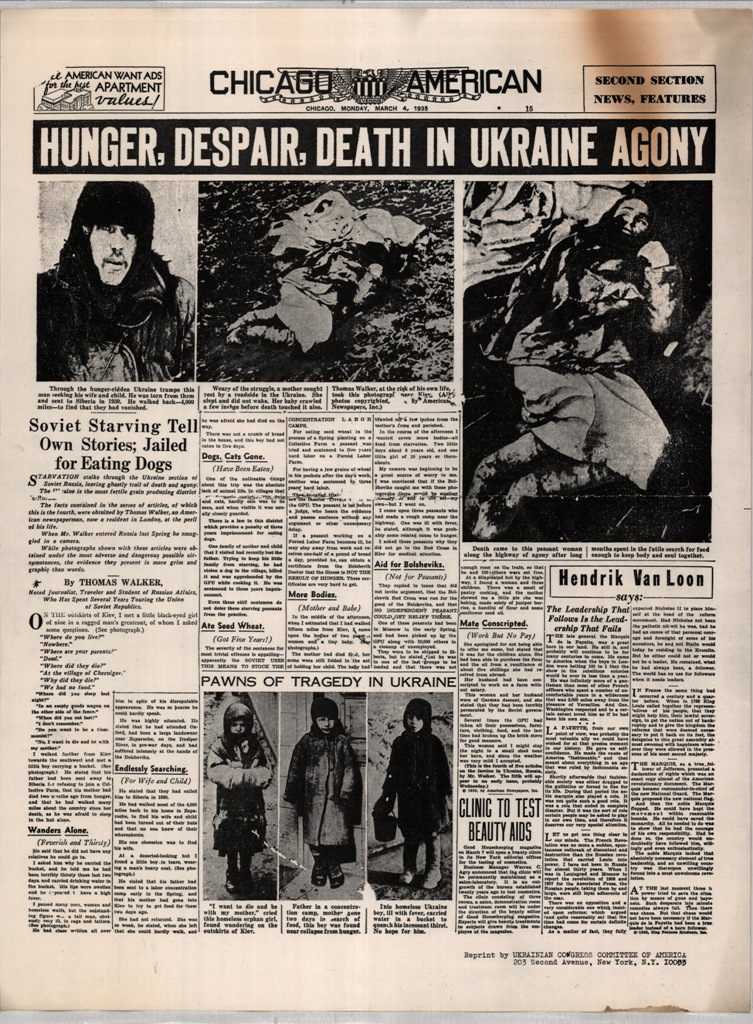
Стаття про Голодомор у Chicago American від 4.03.1935

## Участь у політиці

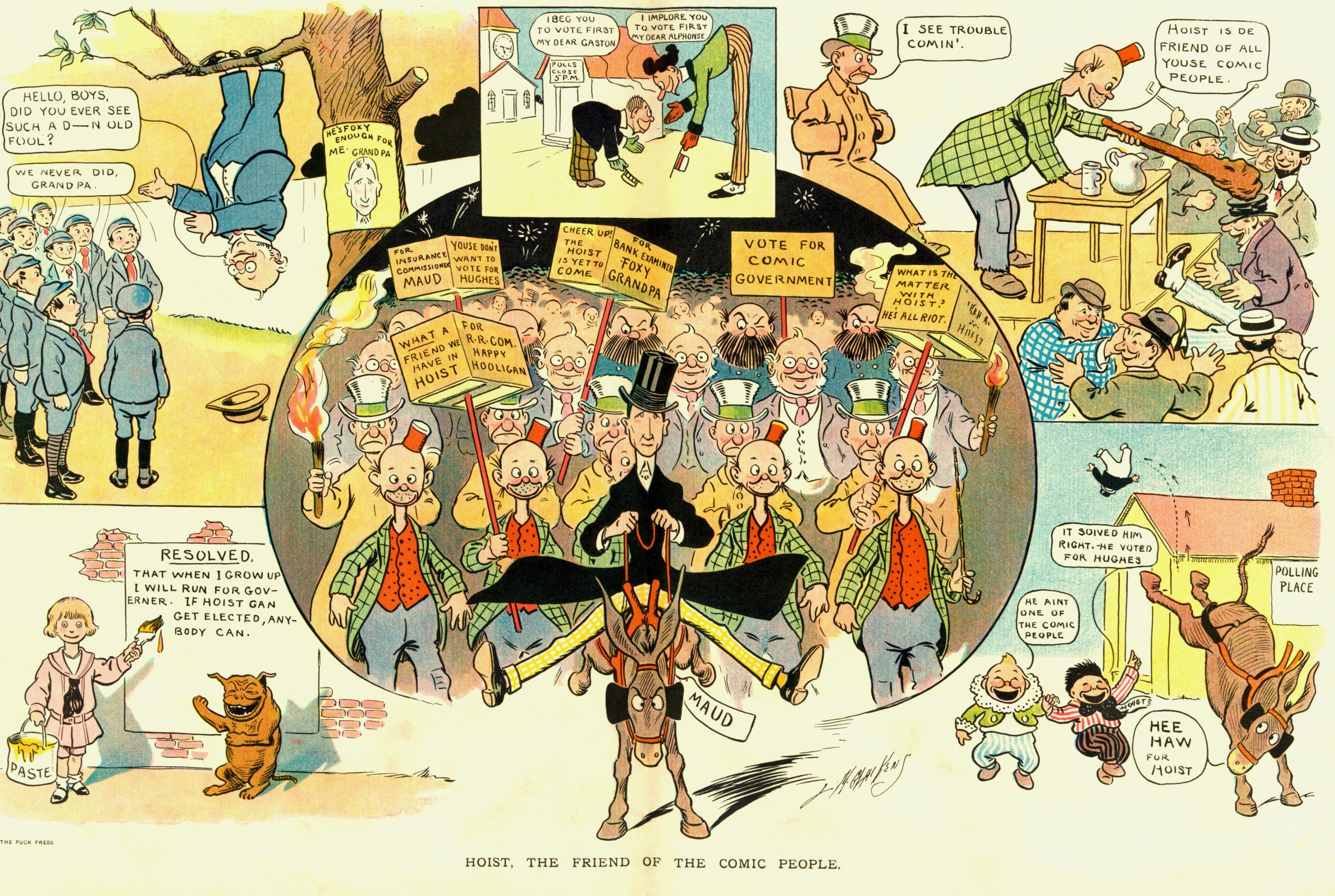
Журнал Puck опублікував цей комікс у своєму виданні від 31 жовтня 1906 року. Для підтримки Герста в його балотуванні на пост губернатора були намальовані «щасливий хуліган», «Дідусь Фоксі», «Альфонс і Гастон», «Бастер Браун», «Діти Катценьямер» і «Мул Мод». Всі ці комікси поширювалися в газетах, що належать Герсту.

Герст двічі виграв вибори в Конгрес, а потім програв серію виборів. Він ледь не зміг стати мером Нью-Йорка в 1905 і 1909 роках та губернатором штату Нью-Йорк в 1906 році, коли його переміг губернатор Чарльз Еванс Г'ююз. Герст, номінально залишаючись демократом, створив власну Партію незалежності.
Невдалі кампанії Герста після його перебування в Палаті представників наділили його невтішним, але недовговічним прізвиськом «Вільям також-Рендольф Герст» (William 'Also-Randolph' Hearst), , котре придумав Воллес Ірвін.
Герст перебував у лівому крилі Прогресивного руху, виступаючи від імені робітничого класу (які купували його газети) і засуджував багатих та могутніх (які зневажали його редакційні статті). За підтримки Таммані-Голл (регулярної демократичної організації в Манхеттені) його було обрано у Конгрес в 1902 і 1904 роках. Він балотувався від Демократичної партії на пост президента у 1904 році, поступившись судді з Нью-Йорка Елтону Б. Паркеру. Порвавши з Таммані в 1907 році, він балотувався в мери Нью-Йорка, але Таммані-Голл доклав усіх зусиль, щоб перемогти його.
Опонент Британської імперії Герст виступав проти американської участі в Першій світовій війні та критикував формування Ліги Націй. Його газети утрималися від підтримки будь-якого кандидата на виборах президента в 1920 і 1924 році. В 1922 році Герста підтримали лідери Таммані-Голу на виборах до Сенату США від штату Нью-Йорк. Ел Сміт наклав вето на це, викликавши тривалу ворожнечу з боку Герста. Хоча Герст поділяв думку Сміта про Сухий закон, він у газетах підтримав Герберта Гувера на президентських виборах 1928 року. Підтримку Герстом Франкліна Д. Рузвельта на Національному з'їзді Демократичної партії в 1932 році, через своїх союзників Вільяма Гіббса Макаді і Джона Ненса Гарнера, можна також вважати частиною його помсти Сміту, який був суперником Рузвельта на цьому з'їзді.

### Зміна поглядів
Як пояснює біограф Бен Проктор,
У 1920-х роках він став демократом, попереджаючи своїх співгромадян про небезпеку великого уряду, неконтрольовану федеральну владу, яка могла порушувати індивідуальні права американців … [Після підтримки Рузвельта в 1932 році] Герст незабаром став дуже критичним щодо Нового курсу. Із розвитком газетного бізнесу Герст почав підтримувати великий бізнес.
Герст розішовся з Рузвельтом навесні 1935 року, коли президент ветував законопроєкт щодо ветеранів (Bonus Act) і спробував увійти у Світовий суд. Газети Герста були його зброєю, але він більше не використовував енергійних репортерів, редакторів і оглядачів, які могли б зробити серйозну атаку. Він досяг 20 мільйонів читачів у середині 1930-х років, але здебільшого це був робочий клас, який підтримував Рузвельта на виборах 1936 року. Газети Герста — як і більшість великих ЗМІ — підтримували республіканцяАльфа Лендона на цих виборах.
У 1934 році, домовившись із єврейськими лідерами, щоб візит відповідав їхнім інтересам, Герст відвідав Берлін, щоб узяти інтерв'ю в Адольфа Гітлера. Коли Гітлер запитав, чому американська преса його так неправильно зрозуміла, Герст відповів: «Тому що американці вірять у демократію і не схильні до диктатури». У газетах Герста були колонки про нацистського лідера Германа Герінга і самого Гітлера, а також Муссоліні та інших диктаторів у Європі й Латинській Америці.

## Особисте життя

### Міллісент Вілсон

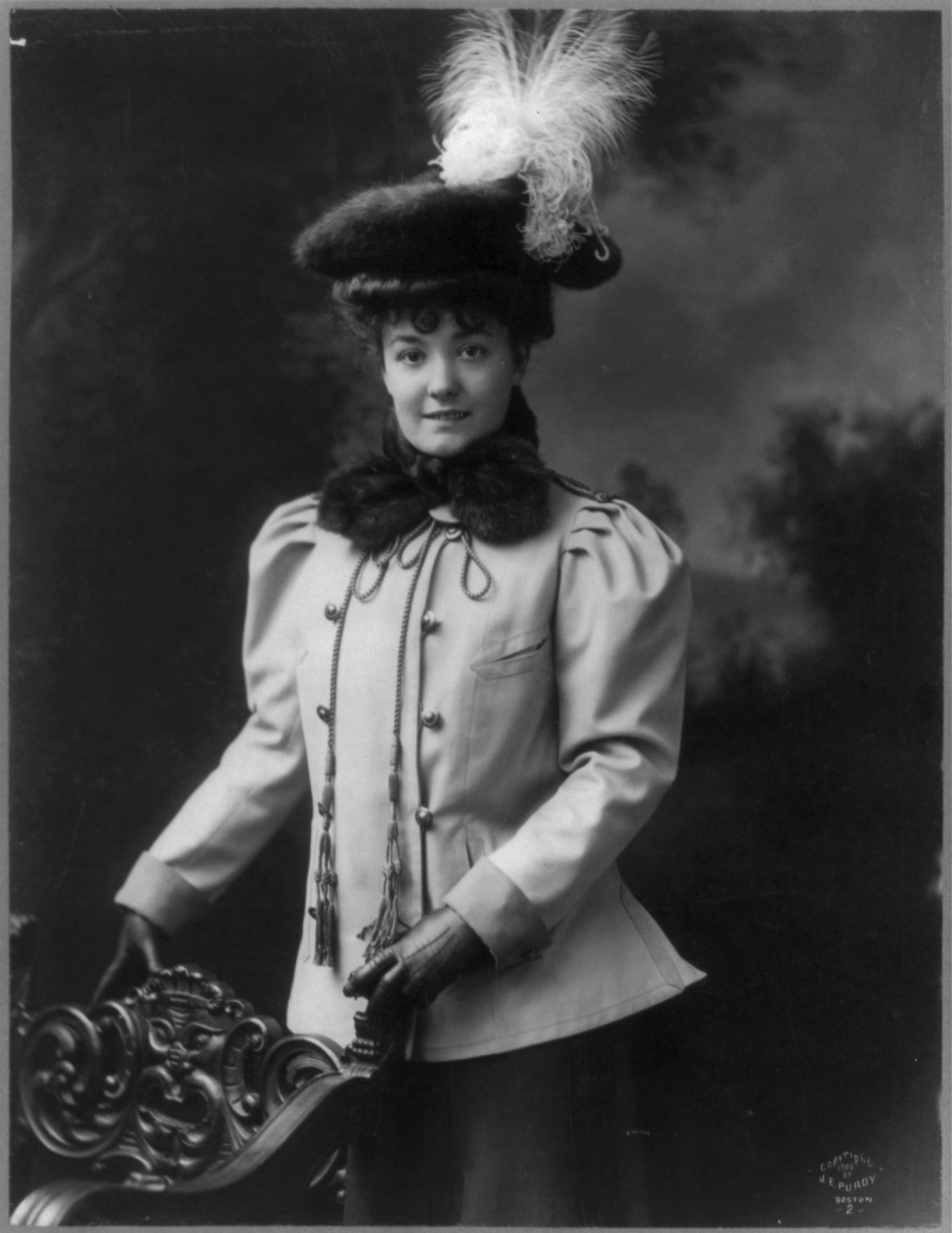
Міллісент Вілсон

У 1903 році Герст одружився з Міллісент Веронікою Вілсон (1882—1974), 21-річною дівчиною, що співала в хорі в Нью-Йорку. Свідоцтво в книзі Луї Піццитоли «Герст над Голлівудом» вказує на те, що мати Міллісент Ганна Вілсон керувала прилеглим до Таммані-Голлу борделем біля штаб-квартири політичної влади в Нью-Йорку на рубежі 20-го століття. Міллісент народила Вільяму п'ятьох синів: Джордж Рендольф Герст (1904—1972), Вільям Рендольф Герст-молодший (1908—1993), Джон Рендольф Герст (1910—1958), близнюків Рендольф Апперсон Герст (1915—2000) і Девіда Вітмора Герста (1915—1986). Крім цього, Герст був дідом Петті Герст, широко відомої тим, що її викрали, а потім вона приєдналася до Сімбіоністської армії звільнення в 1974 році (її батьком був Рендольф Апперсон Герст, четвертий син Герста).

### Меріон Дейвіс

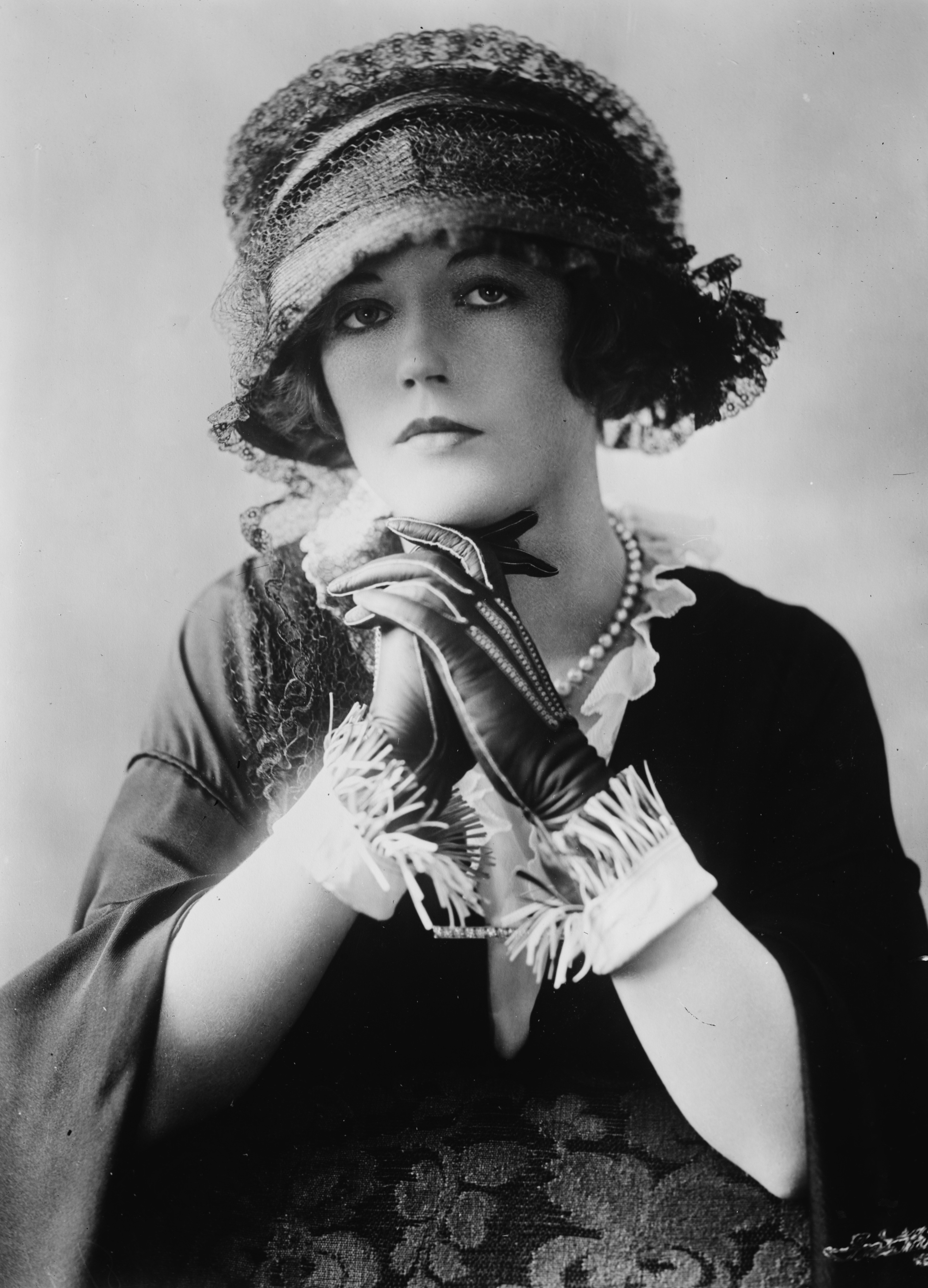
Меріон Дейвіс

Покінчивши з політичними сподіваннями, Герст розпочав стосунки з актрисою фільмів і коміком Меріон Дейвіс (1897—1961), колишньою коханкою свого друга Пола Блока, і приблизно з 1919 року він жив з нею відкрито в Каліфорнії. Роман із Девіс тривав до кінця життя Вільяма. Міллісент же розійшлася з Герстом у середині 1920-х років, але пара залишилася в законному шлюбі до смерті Герста. Після смерті Патриції Лейк, нібито племінниці Девіс, сім'я Лейк заявила, що вона була насправді дочкою Герста і Девіс.

### Власність у Каліфорнії

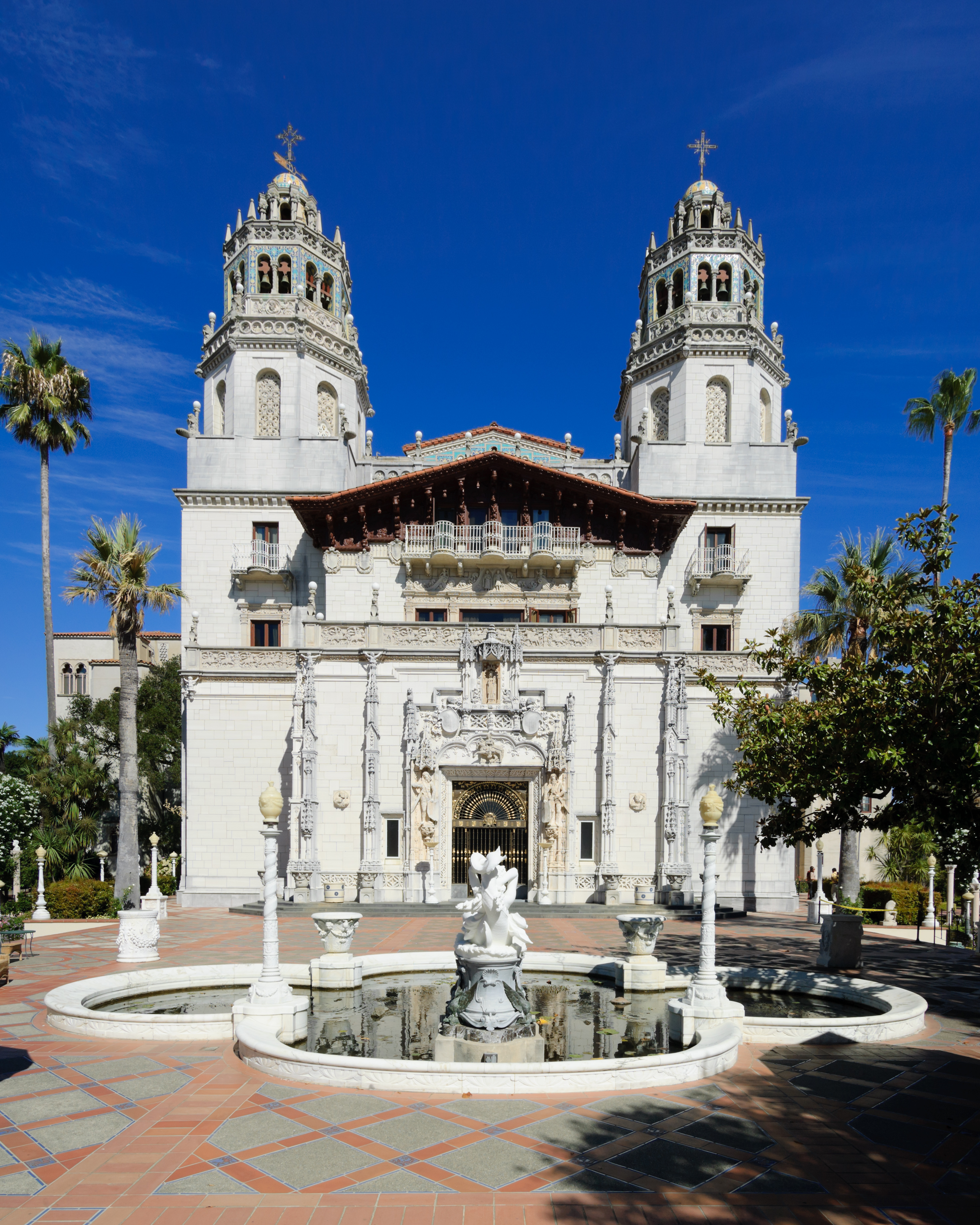
Замок Герста, Каліфорнія.

На початку 1919 року Герст почав будівництво свого замку, який він не завершив, на ранчо в 240,000 акрів (90,000 гектарів) у Сан-Симеон, Каліфорнія, який він обставив творами мистецтва, антикваріатом і цілими кімнатами, привезеними з великих будинків Європи. Він також розводив на ранчо арабських коней. На ранчо Сан-Симеон знімали фільм 1960 року Спартак, наче на маєтку Марка Ліцинія Красса (його грає Лоуренс Олів'є).
У Герста також була власність на річці Макклауд в окрузі Сискію, в Північній Каліфорнії, п. н. Вінтун (Wyntoon). Він був розроблений знаменитим архітектуром Джулією Морган, яка також спроєктувала замок Герста і працювала у співпраці з Вільямом Дж. Доддом по ряду інших проєктів.
У 1947 році Герст заплатив 120 000 доларів за H-подібний особняк Беверлі-Гіллз (розташований за адресою 1011 N Beverly Dr, Beverly Hills CA 90210) на 3,7 гектарах в трьох кварталах від бульвару Сансет. Цей будинок, знаний як Beverly House, колись був «найдорожчим» приватним будинком у США, вартістю 165 мільйонів доларів (81,4 мільйона фунтів стерлінгів). Він має 29 спалень, три басейни, тенісні корти, власний кінотеатр та нічний клуб. Адвокат і інвестор Леонард Росс володіє ним з 1976 року. Садиба була виставлена на ринок за 95 мільйонів доларів наприкінці 2010 року.  Beverly House має деякі кінематографічні зв'язки. Там знімалась жахлива сцена фільму «Хрещений батько» з зображенням відрубаної голови коня в ліжку продюсера, Джек Вольтца. Персонаж був головою кінокомпанії називаються міжнародними, ім'я Герста на початку фільму компанії. за даними Hearst Over Hollywood, Джон та Жаклін Кеннеді залишилися в будинку для частини свого медового місяця. Вони дивилися свій перший фільм разом як подружня пара в кінотеатрі особняка. Це був фільм Герста, знятий в 1920-х роках.
На початку 1890-х років Герст почав будувати будинок на пагорбах з видом на Плезантон, штат Каліфорнія, на землі, купленій його батьком десятьма роками раніше. Мати Герста Фібі взяла на себе цей проєкт, найняла Джулію Морган, щоб закінчити маєток, що отримав назву Hacienda del Pozo de Verona. Після її смерті він служив клубом Заміського клубу Каслвуд з 1925 по 1969 рік, після чого був зруйнований в результаті масового пожежі.

### Колекція творів мистецтва

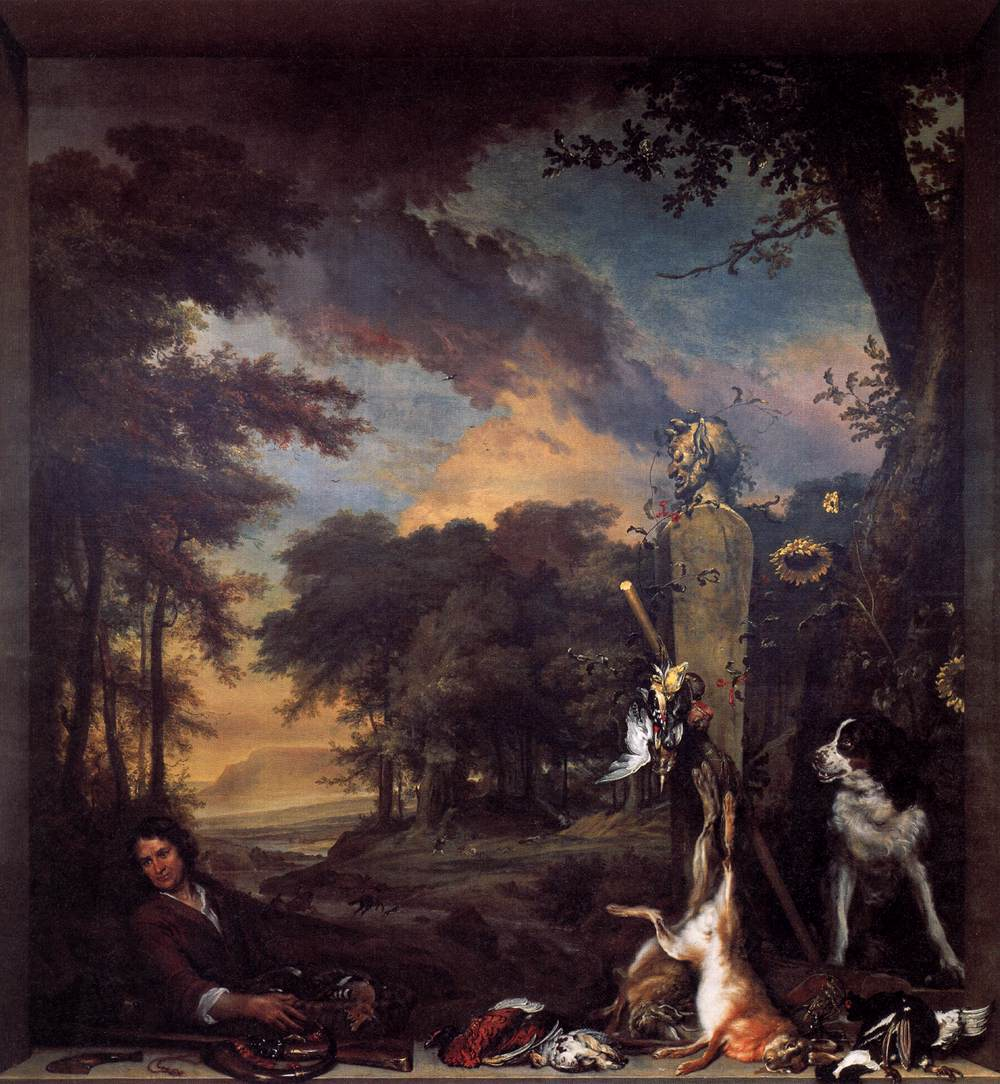
Картина Яна Венікса,1697 року, що належала Герсту

Герст був відомий своєю великою колекцією творів мистецтва з усього світу і протягом століть. Найпримітнішими в його колекції були його грецькі вази, іспанські та італійські меблі, східні килими, облачення епохи Відродження, велика бібліотека з багатьма книгами, підписані їх авторами, а також картини і статуї зі всього світу. Крім збору творів образотворчого мистецтва, він також збирав рукописи, рідкісні книги і автографи.
Його будинок часто відвідували різноманітні знаменитості і політики в якості гостей, які зупинялися у номерах із антикварними меблями і прикрашеними творами мистецтва кількох відомих художників.
Починаючи з 1937 року Герст почав продавати частину своєї колекції творів мистецтва, щоб зменшити тягар, який він переніс від депресії. У перший рік він продав предметів на 11 мільйонів доларів. 1941 року він виставив на продаж близько 20 000 предметів, які були хорошим показником його широкого і різноманітного смаку. В предмети, які він виставив на продаж, були картини ван Дайка, чаші, сервант Чарльза Діккенса, кафедра, вітраж, зброю і обладунки, жилет Джорджа Вашингтона і Біблія Томаса Джефферсона. Попри масштаби цих продажів, коли замок Герста перейшов у власність штату Каліфорнія, все ще було досить предметів для того, щоб весь будинок розглядався в якості музею.

### Замок св. Доната

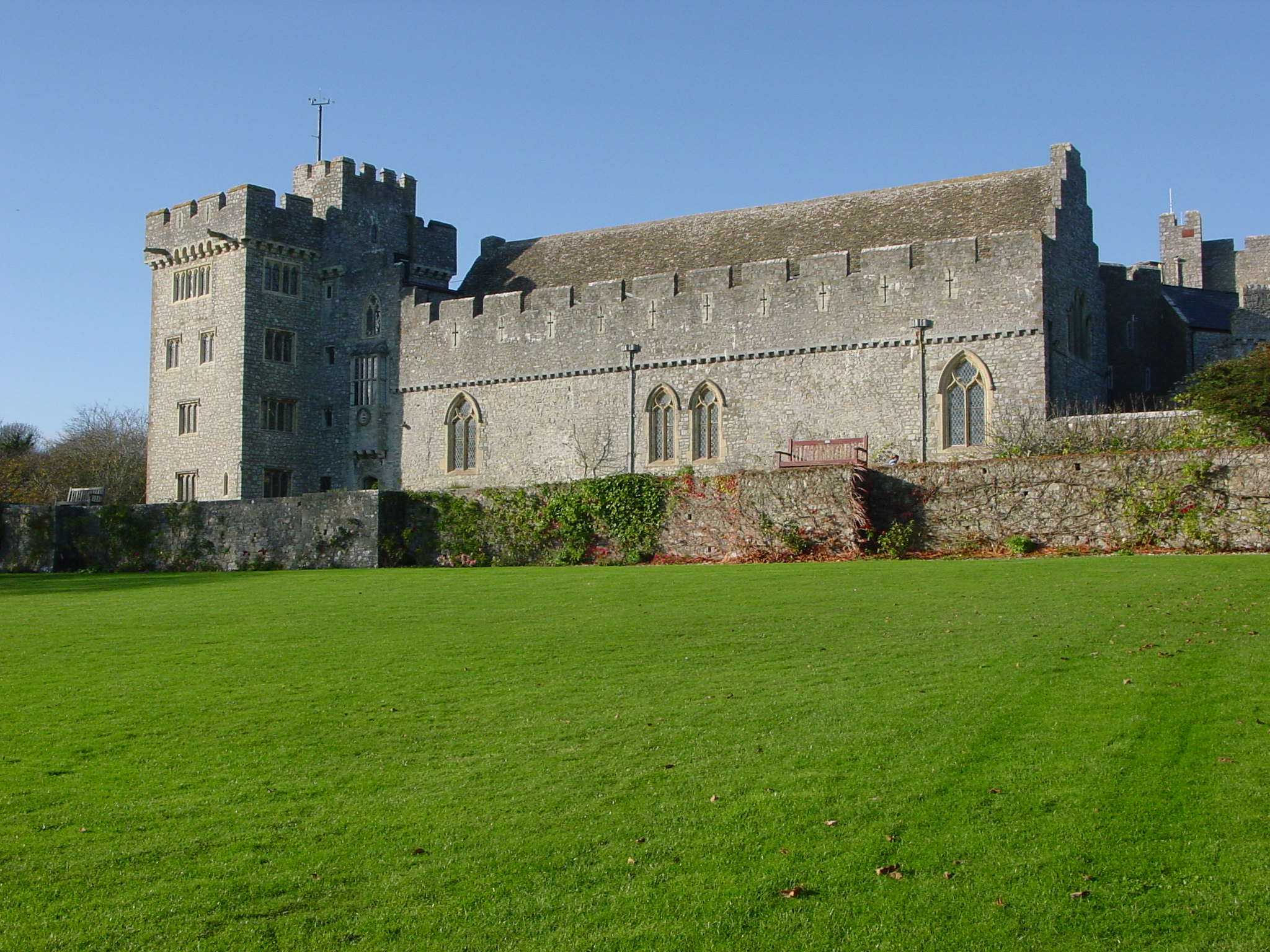
Замок св. Доната

Побачивши фотографії замку Святого Доната в журналі Country Life, Герст купив замок у валлійській долині Гламорган та оновив його в 1925 році як подарунок своїй коханій Девіс. Замок був відновлений Герстом, який витратив цілий статок на купівлю цілих кімнат із замків та палаців у Європі. Великий зал був куплений у Бренденстокського пріорату в Вілтширі і був реконструйований на його нинішньому місці в замку Святого Доната. У Бренденстокського пріорату він теж купив і переніс гостьовий будино і великий амбарний сарай; Деякі з матеріалів були використані для створення бенкетної зали Св. Доната, в комплекті з французьким димарем і вікнами XVI століття; також використовувалися камін, датований  1514 роком і дахом чотирнадцятого століття, який став частиною Залу Браденсток. Герст побудував 34 зелених і білих мармурових ванних кімнати для багатьох гостьових апартаментів в замку і завершив серію терасних садів, збережених досьогодні. Герст і Девіс проводили більшу частину свого часу, провівши ряд розкішних вечірок, в яких взяли участь Чарлі Чаплін, Дуглас Фербенкс, ІВінстон Черчілль і молодий Джон Ф. Кеннеді. Після відвідин замку Святого Доната Джордж Бернард Шоу сказав: «Це те, що Бог збудував би, якщо б у нього були гроші». Коли Герст помер, замок був куплений і досі належить і використовується Атлантичний коледж.

### Інтерес до авіації
Герст був особливо зацікавлений в нових технологіях, пов'язаних з авіацією, і мав свій перший досвід польоту в січні 1909 року в Лос-Анджелесі. Луї Полан, знаменитий французький авіатор, взяв його на повітряну прогулянку на своєму біплані Фармана..

### Фінансова катастрофа
Боротьба Герста проти Рузвельта і його Нового курсу в поєднанні зі страйками профспілок і бойкотами підірвала фінансову міць його імперії. Поширення його основних публікацій скоротилося в середині 1930-х років, в той час як суперники, такі як New York Daily News, процвітали. Герст відмовився прийняти ефективні заходи по скороченню витрат і натомість збільшив свої дуже дорогі покупки в мистецтві. Його друг Джозеф П. Кеннеді запропонував придбати журнали, але Герст ревно охороняв свою імперію і відмовився. Замість цього він продав частину своєї закладеної нерухомості.
Нарешті, його фінансові консультанти зрозуміли, що він заборгував десятки мільйонів, і не міг виплатити відсотки по кредитах, не кажучи вже про скорочення принципала. Пропонований продаж облігацій не зміг залучити інвесторів, оскільки фінансова криза Герста стала широко відомою. У міру поглиблення кризи він відпустив більшу частину свого домашнього персоналу, продав своїх екзотичних тварин у зоопарк Лос-Анджелесу і призначив піклувальника, що контролювати свої фінанси. Він все ще відмовлявся продавати свої улюблені газети. Піклувальник скоротив річний оклад Герста до 500 000 доларів США і припинив щорічний платіж у розмірі 700 000 доларів США у вигляді дивідендів. Він повинен був платити орендну плату за проживання в своєму замку в Сан-Сімеоні. Юридично це було не банкрутство, хоча широка публіка зазвичай це розуміють як оцінювачі пройшли гобеленів, картин, меблів, срібла, кераміки, будівель, автографи, коштовності та інші предмети колекціонування. Його колекції були продані в серії аукціонів і приватних продажів у 1938-39 роках. Джон Д. Рокфеллер, молодший, купив $100,000 античного срібла для свого нового музею в Colonial Williamsburg.
Герст був принижений, але не переможений, він кинув свою енергію в статті в своїх численних публікаціях, особливо в зв'язку з швидко зростаючою кризою в Європі. Він як і раніше відмовлявся нападати на Гітлера. Тим не менше кількість прихильників Герста зменшувалось, оскільки Герст вперше у своїй кар'єрі розглядався як аутсайдер. Він став ціллю для насмішок в одному з найвідоміших фільмів усіх часів, «Громадянин Кейн», який вийшов 1 травня 1941 року.

### Смерть і спадщина
У 1947 році Герст покинув свій маєток в Сан-Сімеоні, щоб звернутися за медичною допомогою, яка була недоступна у віддаленому місці. Він помер в Беверлі-Гіллз 14 серпня 1951 року у віці 88 років. Він був похований в склепі родини Герстів на кладовищі Cypress Lawn Cemetery в Колмі, штат Каліфорнія. 1947 року Герст залишив свій Сан Сімеон майна звернутися за медичною допомогою, яка була недоступна у віддаленому місці. Він помер в Беверлі Хіллз на 14 серпня 1951 року, у віці 88 років. Він був похований в сімейному мавзолеї Герст Кипарисового газон кладовищі в Колма, Каліфорнія. Як і їх батько, жоден з п'яти синів Герста не закінчив коледж, але кожен з них послідував за батьком у медіа-бізнесі, а Вільям Рендолф молодший навіть став лауреатом Пулітцерівської премії.

## Критика

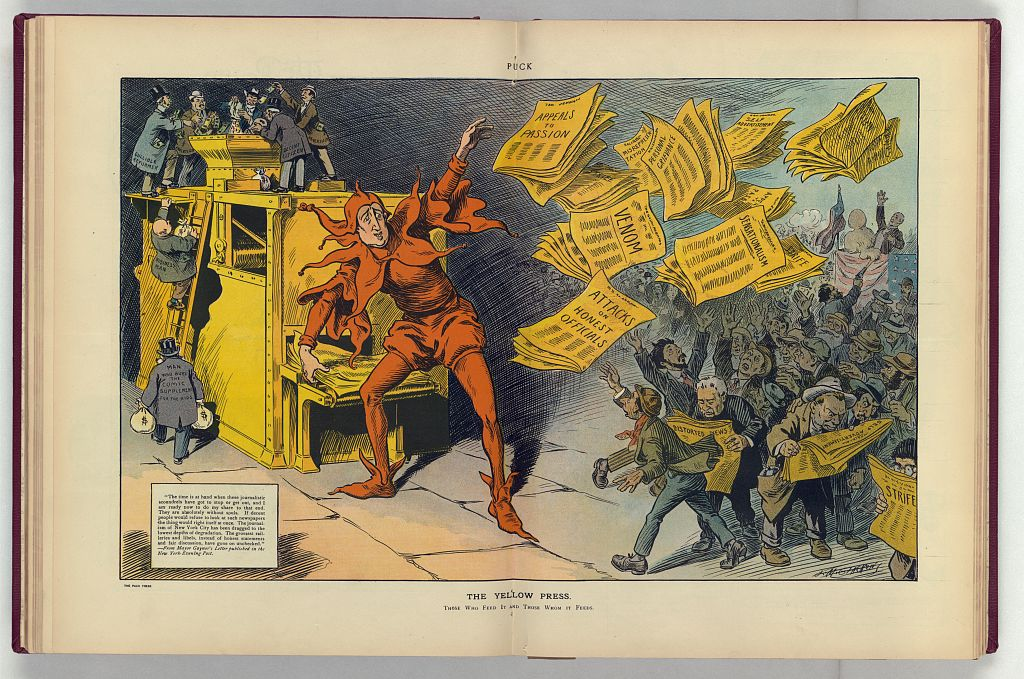
Карикатура на Герста, який розкидає «жовту пресу». 1910 рік.

Мартін Лі і Норман Соломон відзначали у своїй книзі 1990 року «Недостовірні джерела», що Герст «регулярно придумував сенсаційні історії, підроблені інтерв'ю, лякав фальшивими картинами і спотворював реальні події». Цей підхід дискредитував «жовтої журналістику».
Використання Герстом жовтих методів журналістики в його New York Journal, щоб підняти підтримку військового авантюризму США на Кубі, Пуерто-Рико і Філіппінах в 1898 році, також зазнало критики в 1919 році в книзі Ептона Сінклера «The Brass Check». За словами Сінклера, газети Герста спотворили світові події і свідомо намагалися дискредитувати соціалістів. Інший критик Фердінанд Ландберг поширив критику в Imperial Hearst (1936), звинувативши в тому, що газетти Герста приймали платежі з-за кордону, щоб спотворювати новини. Після війни ще один критик, Джордж Селдес, повторив звинувачення в роботі «Факти і фашизм» (1947).

## У фантастиці

### Громадянин Кейн
Фільм Громадянин Кейн був вільно оснований на житті Герста. Веллс і співавтор фільму Герман Манкевич створили Кейна як складового персонажа кількох чоловіків, серед яких Гарольд Маккормік, Семюел Інсулл і  Говард Г'юз. Герст, будучи в люті від думки про те, що громадянин Кейн був тонко замаскованим і дуже безглуздим його портретом, використовував свій величезний вплив і ресурси в невдалій спробі перешкодити виходу фільму, навіть ніколи його не бачивши. Веллс і студія RKO Pictures чинили опір, але Герсту і його голлівудським друзям в кінцевому підсумку вдалося чинити тиск на театральні мережі, щоб обмежити покази громадянина Кейна, , у результаті помірні касові збори серйозно нашкодили кар'єрі Веллса надалі.
Тим не менш фільм отримав нагороду Оскар, а майже шістдесят років потому, телеканал HBO зняв історію боротьби Герста з фільмом у фільмі 1999 року Проєкт 281. Герста у фільмі зіграв Джеймс Кромвелл.
Громадянин Кейн двічі займав 1-е місце в списку 100 найкращих американських фільмів за 100 років за версією AFI (1998 і 2007).

### Інші роботи
- У романі Джона Стейнбека Грона гніву, Герста анонімно схарактеризувати як «газетний хлопець з узбережжя», який «отримав мільйон акрів» і виглядає «божевільним» на фотографіях (глава 18).
- Персонаж Гейла Вінанда, газетного магната, який думає, що він може контролювати суспільні настрої, але насправді є лише слугою мас, з роману Айн Ренд Джерело (1943), створений за мотивами і подобою життя Вільям Рендольф Герст.
- Герст є головним персонажем у романі Гора Відала Імперія.
- Роман Голіаф (2011) Скотта Вестерфельда зображує Герста в період Першої світової війни.